# Tadeusz Pezała
Tadeusz Pezała (ur. 8 lutego 1913 w Zakrzewie, zm. 21 października 1942 w Sachsenhausen) – działacz oświatowy i harcerski, nauczyciel w polskiej szkole w Purdzie.

## Życiorys
Pochodził z rodziny robotniczej. Kształcił się w Państwowym Seminarium Nauczycielskim w Rogoźnie Wielkopolskim. W latach 1936–1939 był nauczycielem w polskich szkołach na Warmii; m.in. w szkole polskiej w Dużej Purdzie w powiecie Olsztyńskim. Działacz Związku Harcerstwa Polskiego w Niemczech i Towarzystwa Nauczycieli Polskich.
Aresztowany przez gestapo 25 sierpnia 1939 i osadzony przejściowo w więzieniu w Olsztynie, a następnie w Olsztynku, skąd przetransportowano go do obozu Hohenbruch, a w 1940 trafił do obozu Sachsenhausen, gdzie zmarł 21 października 1942.
Uchwałą Prezydium Krajowej Rady Narodowej z dnia 29 maja 1946 „za wybitne zasługi w pracy narodowej, społecznej i kulturalno-oświatowej na Warmii i Mazurach” został pośmiertnie odznaczony Orderem Krzyża Grunwaldu III klasy.

## Upamiętnienie
Jest patronem Zespołu Szkolno-Przedszkolnego w Purdzie.